# Mologești
Mologești – wieś w Rumunii, w okręgu Vâlcea, w gminie Laloșu. W 2011 roku liczyła 505 mieszkańców.